# Rázusovo nábřeží
Rázusovo nábřeží (dříve Graf Batthyány Lajos Quai nebo Batthyány Lajos part) je nábřeží na levém břehu Dunaje v Bratislavě v městské části Staré Mesto.
Začíná u Nového mostu a končí u Námestia Ľudovíta Štúra, kde se napojuje na Vajanského nábřeží.
Stojí zde objekty luxusních hotelů, hotel Danube, hotel Devín a Slovenská národní galerie.
Na Dunaji je přistaven Botel Gracia a loď Cirkus Barok, která slouží jako nástupní místo pro katamaran Twin City Liner. Naproti hotelu Danube je přistavena platforma na kotvení turistických a výletních lodí.